# Signes
Signes – miejscowość i gmina we Francji, w regionie Prowansja-Alpy-Lazurowe Wybrzeże, w departamencie Var.
Według danych na rok 1990 gminę zamieszkiwało 1340 osób, a gęstość zaludnienia wynosiła 10 osób/km² (wśród 963 gmin regionu Prowansja-Alpy-W. Lazurowe Signes plasuje się na 327. miejscu pod względem liczby ludności, natomiast pod względem powierzchni na miejscu 14.).